# Cords
Cords is het derde studioalbum van Larry Fast uitgegeven onder de naam Synergy. Het album werd opgenomen in zijn eigen Synergy Studio en in House of Music in West Orange (New Jersey). Het werd uitgebracht in 1978.
Bij dit album dankt Fast Robert Fripp inzake zijn inzicht in tape loops. Fripp was rond die tijd (en eerder) bezig met deze techniek ("Frippertronics") en zijn album No Pussyfooting met Brian Eno staat er vol mee. Fast was van zijn jeugd af aan al met loops bezig en de gezamenlijke kennis werd gedeeld.
Fast toen over de in het algemeen moeilijk liggende Fripp: "Ik heb altijd een goede verstandhouding met hem gehad, maar ik heb dan ook nooit in een van zijn bands gespeeld." Fast leerde Fripp kennen tijdens de opnamen van Peter Gabriels eerste soloalbum, Peter Gabriel I. Op het album staat ook een notitie: "Guitars… sort of", een verwijzing naar het gebruik van een gitaarsynthesizer.
Het album haalde plaats 146 in de Billboard 200 in zes weken notatie.

## Musici
- Larry Fast – synthesizers, elektronica
- Peter Sobel – synthesizer, gitaarsynthesizer

## Tracklist
Alle van Fast, behalve waar aangegeven.

| Nr. | Titel                                                          | Duur |
| --- | -------------------------------------------------------------- | ---- |
| 1.  | On Presuming to Be Modern I                                    | 3:06 |
| 2.  | Phobos and Deimos Go to Mars: Phobos                           | 3:45 |
| 3.  | Phobos and Deimos Go to Mars: Deimos (Larry Fast; Peter Sobel) | 3:30 |
| 4.  | Sketches of Mythical Beasts (Fast; Sobel)                      | 3:32 |
| 5.  | Disruption in World Communications (Fast; Sobel)               | 4:17 |
| 6.  | On Presuming to Be Modern II                                   | 2:59 |

| Nr. | Titel                         | Duur |
| --- | ----------------------------- | ---- |
| 7.  | A Small Collection of Chords  | 1:23 |
| 8.  | Full Moon Flyer (Fast; Sobel) | 7:45 |
| 9.  | Terra Incognita (Sobel)       | 3:49 |
| 10. | Trellis                       | 3:39 |
| 11. | On Presuming to Be Modern III | 3:32 |

De laatste track wordt op de compact disc-versie uit 1986 aangeduid met On Presuming to Be Modern II. Het boekwerkje van deze versie bestaat uit een inlegvel, de achterkant met de gegevens is een verkleinde weergave van de langspeelplaat en derhalve moeilijk leesbaar.